# Ligue des champions masculine de l'EHF 2014-2015
Navigation
Ligue des champions 2013-2014 Ligue des champions 2015-2016
La saison 2014-15 de la Ligue des Champions de l'EHF met aux prises 29 équipes européennes. Il s'agit de la 55e édition de la Ligue des champions masculine de l'EHF, anciennement Coupe d'Europe des clubs champions, organisée par la Fédération européenne de handball.
La compétition est remportée par le FC Barcelone pour la 9e fois de son histoire. Après sa défaite en 2002, le Veszprém KSE concède sa deuxième défaite en finale.

## Participants
Le 7 janvier 2014, la Fédération européenne de handball (EHF) a modifié le règlement d'attribution des places en coupes européennes. Le nombre de places directement qualificatives est limité à deux pour les deux premières nations du classement européen, à savoir l'Allemagne et l'Espagne, et à une place maximum pour les autres nations. Il est ensuite possible de demander des places supplémentaires à la condition que le club demandeur soit qualifié pour la coupe de l'EHF. Le 20 juin 2014, la décision du comité exécutif est rendue publique et huit des dix candidatures sont acceptées,. Enfin, la candidature du vainqueur 2013-2014, le SG Flensburg-Handewitt, a été automatiquement acceptée.
La liste des engagés, par tour d’entrée dans la compétition, est :
| Rang | Pays         | Équipe                       | Statut                                   | Répartition                          |
| ---- | ------------ | ---------------------------- | ---------------------------------------- | ------------------------------------ |
| -    | Allemagne    | SG Flensburg-Handewitt       | Tenant du titre                          | Phase de groupes : sur invitation    |
| 1    | Allemagne    | THW Kiel                     | 1er du Championnat d'Allemagne           | Phase de groupes : qualifié d'office |
| 1    | Allemagne    | Rhein-Neckar Löwen           | 2e du Championnat d'Allemagne            | Phase de groupes : qualifié d'office |
| 2    | Espagne      | FC Barcelone                 | 1er du Championnat d'Espagne             | Phase de groupes : qualifié d'office |
| 2    | Espagne      | Naturhouse La Rioja          | 2e du Championnat d'Espagne              | Phase de groupes : qualifié d'office |
| 3    | France       | Dunkerque HGL                | 1er du Championnat de France             | Phase de groupes : qualifié d'office |
| 3    | France       | Paris Saint-Germain          | 2e du Championnat de France              | Phase de groupes : sur invitation    |
| 3    | France       | Montpellier Agglomération HB | 3e du Championnat de France              | Phase de groupes : sur invitation    |
| 4    | Danemark     | KIF Copenhague               | 1er du Championnat du Danemark           | Phase de groupes : qualifié d'office |
| 4    | Danemark     | Aalborg Håndbold             | 2e du Championnat du Danemark            | Phase de groupes : sur invitation    |
| 5    | Slovénie     | RK Celje                     | 1er du Championnat de Slovénie           | Phase de groupes : qualifié d'office |
| 6    | Hongrie      | Veszprém KSE                 | 1er du Championnat de Hongrie            | Phase de groupes : qualifié d'office |
| 6    | Hongrie      | SC Pick Szeged               | 2e du Championnat de Hongrie             | Phase de groupes : sur invitation    |
| 7    | Russie       | Medvedi Tchekhov             | 1er du Championnat de Russie             | Phase de groupes : qualifié d'office |
| 8    | Suisse       | Kadetten Schaffhausen        | 1er du Championnat de Suisse             | Phase de groupes : qualifié d'office |
| 9    | Croatie      | RK Zagreb                    | 1er du Championnat de Croatie            | Phase de groupes : qualifié d'office |
| 10   | Macédoine    | Metalurg Skopje              | 1er du Championnat de Macédoine          | Phase de groupes : qualifié d'office |
| 10   | Macédoine    | Vardar Skopje                | 2e du Championnat de Macédoine           | Phase de groupes : sur invitation    |
| 11   | Pologne      | KS Kielce                    | 1er du Championnat de Pologne            | Phase de groupes : qualifié d'office |
| 11   | Pologne      | Wisła Płock                  | 2e du Championnat de Pologne             | Phase de groupes : sur invitation    |
| 12   | Biélorussie  | HC Meshkov Brest             | 1er du Championnat de Biélorussie        | Tournois de qualification            |
| 13   | Roumanie     | HCM Constanța                | 1er du Championnat de Roumanie           | Tournois de qualification            |
| 14   | Suède        | Alingsås HK                  | 1er du Championnat de Suède              | Phase de groupes : qualifié d'office |
| 15   | Portugal     | FC Porto                     | 1er du Championnat du Portugal           | Tournois de qualification            |
| 16   | Norvège      | Haslum HK                    | 1er du Championnat de Norvège            | Tournois de qualification            |
| 17   | Serbie       | Vojvodina Novi Sad           | 1er du Championnat de Serbie             | Tournois de qualification            |
| 18   | Ukraine      | HC Motor Zaporijia           | 1er du Championnat d'Ukraine             | Tournois de qualification            |
| 19   | Bosnie-Herz. | RK Borac Banja Luka          | 1er du Championnat de Bosnie-Herzégovine | Non participant*                     |
| 20   | Grèce        | AC Diomidis Argous           | 1er du Championnat de Grèce              | Non participant*                     |
| 21   | Turquie      | Beşiktaş JK                  | 1er du Championnat de Turquie            | Tournois de qualification            |
| 22   | Luxembourg   | Handball Käerjeng            | 1er du Championnat du Luxembourg         | Non participant*                     |
| 23   | Israël       | Maccabi Tel-Aviv             | 1er du Championnat d'Israël              | Non participant*                     |
| 24   | Slovaquie    | HT Tatran Prešov             | 1er du Championnat de Slovaquie          | Tournois de qualification            |
| 25   | Autriche     | Alpla HC Hard                | 1er du Championnat d'Autriche            | Tournois de qualification            |
| 26   | Pays-Bas     | Targos Bevo HC               | 1er du Championnat des Pays-Bas          | Tournois de qualification            |
| 27   | Belgique     | Initia HC Hasselt            | 1er du Championnat de Belgique           | Tournois de qualification            |
| 28   | Italie       | PJ Fasano                    | 1er du Championnat d'Italie              | Tournois de qualification            |

## Tournois de qualification

### Composition des chapeaux
Le tirage au sort a eu lieu le 23 juin 2014.
| Chapeau 1        | Chapeau 2          | Chapeau 3        | Chapeau 4         |
| ---------------- | ------------------ | ---------------- | ----------------- |
| HC Meshkov Brest | Haslum HK          | Beşiktaş JK      | Targos Bevo HC    |
| HCM Constanța    | Vojvodina Novi Sad | HT Tatran Prešov | Initia HC Hasselt |
| FC Porto         | HC Motor Zaporijia | Alpla HC Hard    | PJ Fasano         |

### Tournoi de qualification I
Les matchs du groupe 1 se déroule à Brest,  Biélorussie
|  | Demi-finales       | Demi-finales     |                        |    | Finale           | Finale           |
|  | Demi-finales       | Demi-finales     |                        |    | Finale           | Finale           |
|  |                    |                  |                        |    |                  |                  |
|  | 6 septembre 2014   | 6 septembre 2014 |                        |    | 7 septembre 2014 | 7 septembre 2014 |
|  | 6 septembre 2014   | 6 septembre 2014 |                        |    | 7 septembre 2014 | 7 septembre 2014 |
|  | HC Meshkov Brest   | 36               |                        |    | 7 septembre 2014 | 7 septembre 2014 |
|  | HC Meshkov Brest   | 36               |                        |    | 7 septembre 2014 | 7 septembre 2014 |
|  | Targos Bevo HC     | 23               |                        |    | 7 septembre 2014 | 7 septembre 2014 |
|  | Targos Bevo HC     | 23               | HC Meshkov Brest       | 26 |                  |                  |
|  | 6 septembre 2014   |                  | HC Meshkov Brest       | 26 |                  |                  |
|  |                    | HT Tatran Prešov | 24                     |    |                  |                  |
|  | Vojvodina Novi Sad | HT Tatran Prešov | 24                     | 21 |                  |                  |
|  | Vojvodina Novi Sad |                  |                        | 21 |                  |                  |
|  | HT Tatran Prešov   | 25               |                        |    |                  |                  |
|  | HT Tatran Prešov   | 25               | Match pour la 3e place |    |                  |                  |
|  |                    |                  |                        |    |                  |                  |
|  | 7 septembre 2014   |                  |                        |    |                  |                  |
|  |                    |                  |                        |    |                  |                  |
|  | Targos Bevo HC     | 25               |                        |    |                  |                  |
|  | Targos Bevo HC     | 25               |                        |    |                  |                  |
|  | Vojvodina Novi Sad | 30               |                        |    |                  |                  |
|  | Vojvodina Novi Sad | 30               |                        |    |                  |                  |

Le HC Meshkov Brest est qualifié pour la phase de groupes

### Tournoi de qualification II
Les matchs du groupe 2 se déroule à Hard,  Autriche
|  | Demi-finales     | Demi-finales     |                        |    | Finale           | Finale           |
|  | Demi-finales     | Demi-finales     |                        |    | Finale           | Finale           |
|  |                  |                  |                        |    |                  |                  |
|  | 6 septembre 2014 | 6 septembre 2014 |                        |    | 7 septembre 2014 | 7 septembre 2014 |
|  | 6 septembre 2014 | 6 septembre 2014 |                        |    | 7 septembre 2014 | 7 septembre 2014 |
|  | Motor Zaporijia  | 36               |                        |    | 7 septembre 2014 | 7 septembre 2014 |
|  | Motor Zaporijia  | 36               |                        |    | 7 septembre 2014 | 7 septembre 2014 |
|  | PJ Fasano        | 20               |                        |    | 7 septembre 2014 | 7 septembre 2014 |
|  | PJ Fasano        | 20               | Motor Zaporijia        | 30 |                  |                  |
|  | 6 septembre 2014 |                  | Motor Zaporijia        | 30 |                  |                  |
|  |                  | FC Porto         | 26                     |    |                  |                  |
|  | FC Porto         | FC Porto         | 26                     | 29 |                  |                  |
|  | FC Porto         |                  |                        | 29 |                  |                  |
|  | Alpla HC Hard    | 25               |                        |    |                  |                  |
|  | Alpla HC Hard    | 25               | Match pour la 3e place |    |                  |                  |
|  |                  |                  |                        |    |                  |                  |
|  | 7 septembre 2014 |                  |                        |    |                  |                  |
|  |                  |                  |                        |    |                  |                  |
|  | PJ Fasano        | 26               |                        |    |                  |                  |
|  | PJ Fasano        | 26               |                        |    |                  |                  |
|  | Alpla HC Hard    | 35               |                        |    |                  |                  |
|  | Alpla HC Hard    | 35               |                        |    |                  |                  |

Le Motor Zaporijia est qualifié pour la phase de groupes

### Tournoi de qualification III
Les matchs du groupe 3 se déroule à Hasselt,  Belgique
|  | Demi-finales      | Demi-finales     |                        |    | Finale           | Finale           |
|  | Demi-finales      | Demi-finales     |                        |    | Finale           | Finale           |
|  |                   |                  |                        |    |                  |                  |
|  | 6 septembre 2014  | 6 septembre 2014 |                        |    | 7 septembre 2014 | 7 septembre 2014 |
|  | 6 septembre 2014  | 6 septembre 2014 |                        |    | 7 septembre 2014 | 7 septembre 2014 |
|  | HCM Constanța     | 29               |                        |    | 7 septembre 2014 | 7 septembre 2014 |
|  | HCM Constanța     | 29               |                        |    | 7 septembre 2014 | 7 septembre 2014 |
|  | Initia HC Hasselt | 20               |                        |    | 7 septembre 2014 | 7 septembre 2014 |
|  | Initia HC Hasselt | 20               | HCM Constanța          | 25 |                  |                  |
|  | 6 septembre 2014  |                  | HCM Constanța          | 25 |                  |                  |
|  |                   | Beşiktaş JK      | 34                     |    |                  |                  |
|  | Haslum HK         | Beşiktaş JK      | 34                     | 22 |                  |                  |
|  | Haslum HK         |                  |                        | 22 |                  |                  |
|  | Beşiktaş JK       | 29               |                        |    |                  |                  |
|  | Beşiktaş JK       | 29               | Match pour la 3e place |    |                  |                  |
|  |                   |                  |                        |    |                  |                  |
|  | 7 septembre 2014  |                  |                        |    |                  |                  |
|  |                   |                  |                        |    |                  |                  |
|  | Initia HC Hasselt | 26               |                        |    |                  |                  |
|  | Initia HC Hasselt | 26               |                        |    |                  |                  |
|  | Haslum HK         | 35               |                        |    |                  |                  |
|  | Haslum HK         | 35               |                        |    |                  |                  |

Le Beşiktaş JK est qualifié pour la phase de groupes

## Phase de groupes

### Composition des chapeaux
| Chapeau 1    | Chapeau 2          | Chapeau 3             | Chapeau 4           | Chapeau 5              | Chapeau 6        |
| ------------ | ------------------ | --------------------- | ------------------- | ---------------------- | ---------------- |
| THW Kiel     | KIF Copenhague     | RK PPD Zagreb         | Rhein-Neckar Löwen  | SG Flensburg-Handewitt | Montpellier AHB  |
| FC Barcelone | RK Metalurg Skopje | Medvedi Tchekhov      | Naturhouse La Rioja | Aalborg Håndbold       | HC Meshkov Brest |
| Veszprém KSE | RK Celje           | Kadetten Schaffhausen | SC Pick Szeged      | Vardar Skopje          | Motor Zaporijia  |
| Kielce       | Dunkerque HGL      | Alingsås HK           | Wisła Płock         | Paris Saint-Germain HB | Beşiktaş JK      |

### Résultats et légendes
Le tirage au sort a eu lieu le 27 juin 2014 à Vienne, en Autriche.
| Légende liée au classement - Qualifié pour les huitièmes de finale - Éliminé (5e et 6e place) | Légende liée aux scores - Victoire à domicile - Match nul - Défaite à domicile |